# Lunar Roving Vehicle

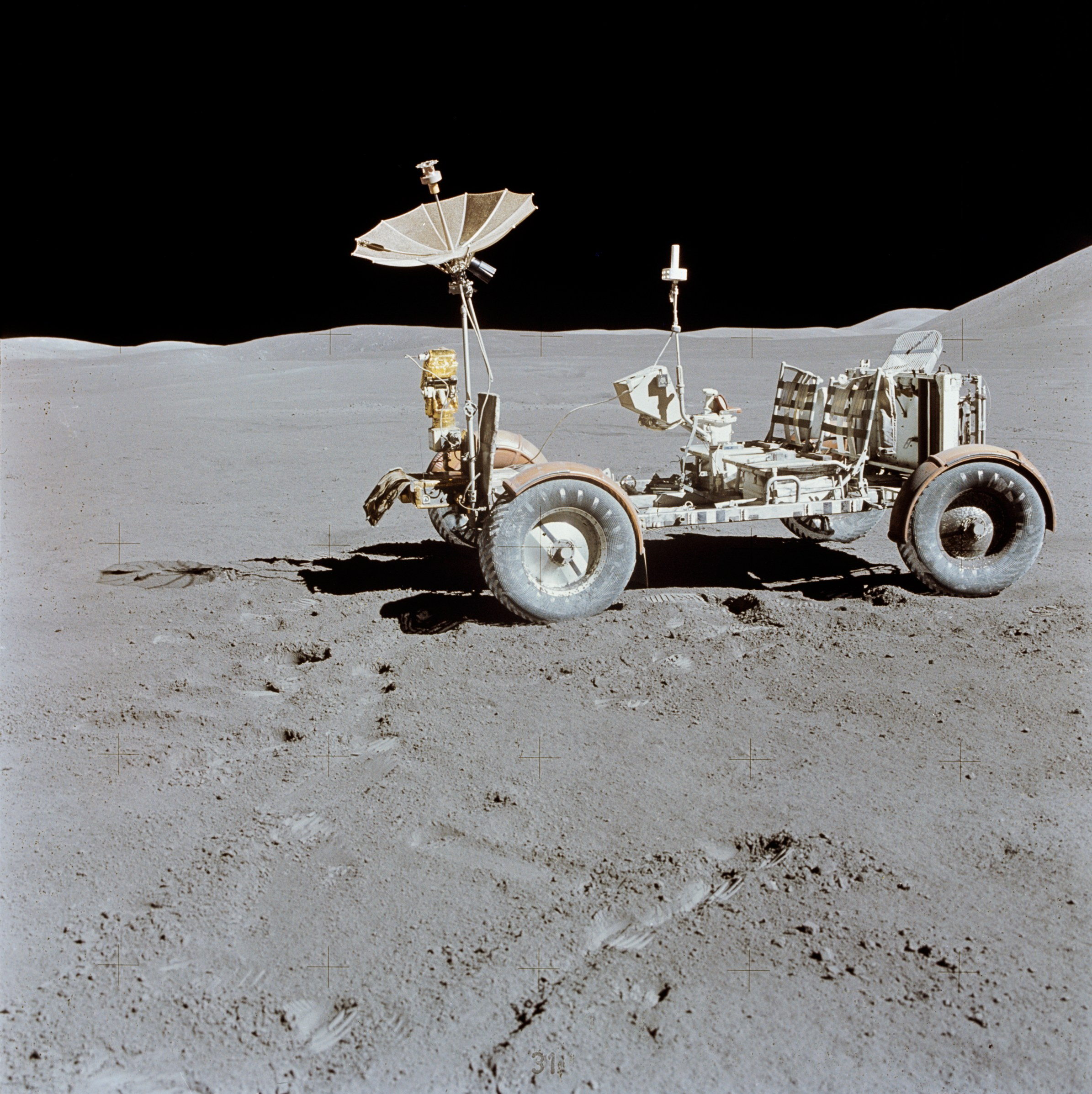
Pojazd LRV wyprawy Apollo 15

Lunar Roving Vehicle (LRV) – pojazd kołowy używany przez astronautów programu Apollo do przemieszczania się po powierzchni Księżyca. Służył do transportu narzędzi, sprzętu naukowego i łącznościowego oraz próbek gruntu księżycowego. Używany był podczas trzech ostatnich księżycowych lotów programu Apollo (Apollo 15, 16 i 17). Jedna z kamer LRV nakręciła moment odlotu załogi misji Apollo 17 z powierzchni Księżyca.

## Konstrukcja

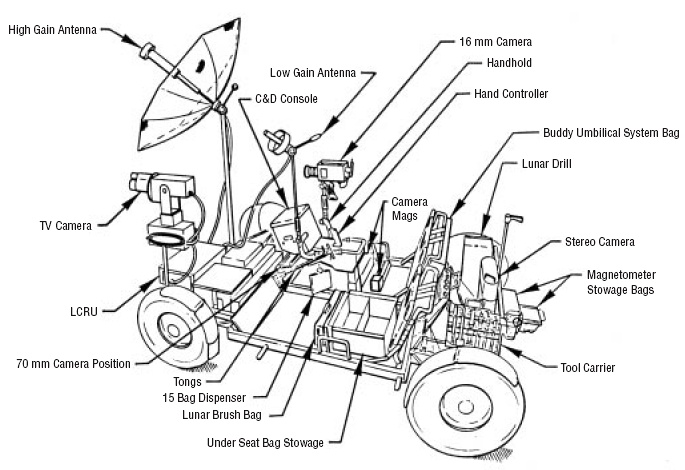
Konstrukcja pojazdu LRV

Masa własna pojazdu LRV wynosiła 209 kg (na Księżycu ważył około 35 kG); mógł zabrać ładunek o masie (wraz z dwoma astronautami) 490 kg. Podwozie wykonane było z aluminium. Długość całkowita pojazdu wynosiła 3,1 m, wysokość 1,14 m, rozstaw osi 2,29 m. Koła miały średnicę 81,3 cm i szerokość 22,9 cm. Masa koła wynosiła 5,4 kg. Opony wykonane zostały z ocynkowanego drutu fortepianowego i posiadały tytanowe elementy bieżnika. Każde z czterech kół napędzane było osobnym silnikiem elektrycznym o mocy 0,18 kilowata (0,25 KM). Energii dostarczały dwie 36-woltowe baterie srebrowo-cynkowe o pojemności 121 Ah każda (razem 242 Ah). Każde z ogniw miało dość mocy do poruszania pojazdu. Jedna bateria wystarczała na przewiezienie 180-kilogramowym łazikiem ładunku o masie 440 kg na odległość 120 km. LRV osiągał prędkość maksymalną 13 km/h i mógł przebyć łącznie do około 92 km. Hamulec postojowy mógł zablokować koła pojazdu, zapobiegając zsuwaniu się na pochyłości do 35°. Prześwit między ramą podwozia a gruntem wynosił 35,6 cm. Pojazd miał zapewnioną stateczność przy przechyłach bocznych i pochyleniach w kierunku osi podłużnej dochodzących do 45°. Promień skrętu LRV wynosił 3 m. Według obliczeń konstruktorów pojazd mógł funkcjonować na Księżycu przez 78 godzin w ciągu dnia księżycowego. Ze względów bezpieczeństwa dopuszczano jednak jazdy na odległość do 9,6 km (6 mil) od lądownika księżycowego – ograniczenie to było podyktowane tym, że w wypadku awarii łazika taką odległość mogli przebyć astronauci pieszo zachowując niezbędną rezerwę tlenu. Pojazd mógł wspinać się i zjeżdżać po zboczach o nachyleniu do 25°. Przewidziany zakres temperatur pracy wynosił od −130 do 200 stopni Celsjusza. LRV był wyposażony w stację telewizyjną o zasięgu co najmniej pół miliona kilometrów  i pokładowy system nawigacyjny. Dzięki zainstalowanym antenom astronauci mogli podczas jazdy utrzymywać bezpośrednią łączność z Ziemią.
Wykonawcą pojazdu LRV był koncern Boeing Company, głównym podwykonawcą General Motors. Jednym z głównych konstruktorów był Mieczysław Bekker, inżynier polskiego pochodzenia pracujący w Stanach Zjednoczonych. LRV Boeinga był pojazdem terenowym, który można było złożyć dosłownie w pół. Został dostarczony NASA 14 marca 1971 roku, na dwa tygodnie przed wyznaczonym terminem i jednocześnie w siedemnaście miesięcy po podpisaniu kontraktu.

## Przebieg misji
źródło
- Apollo 15

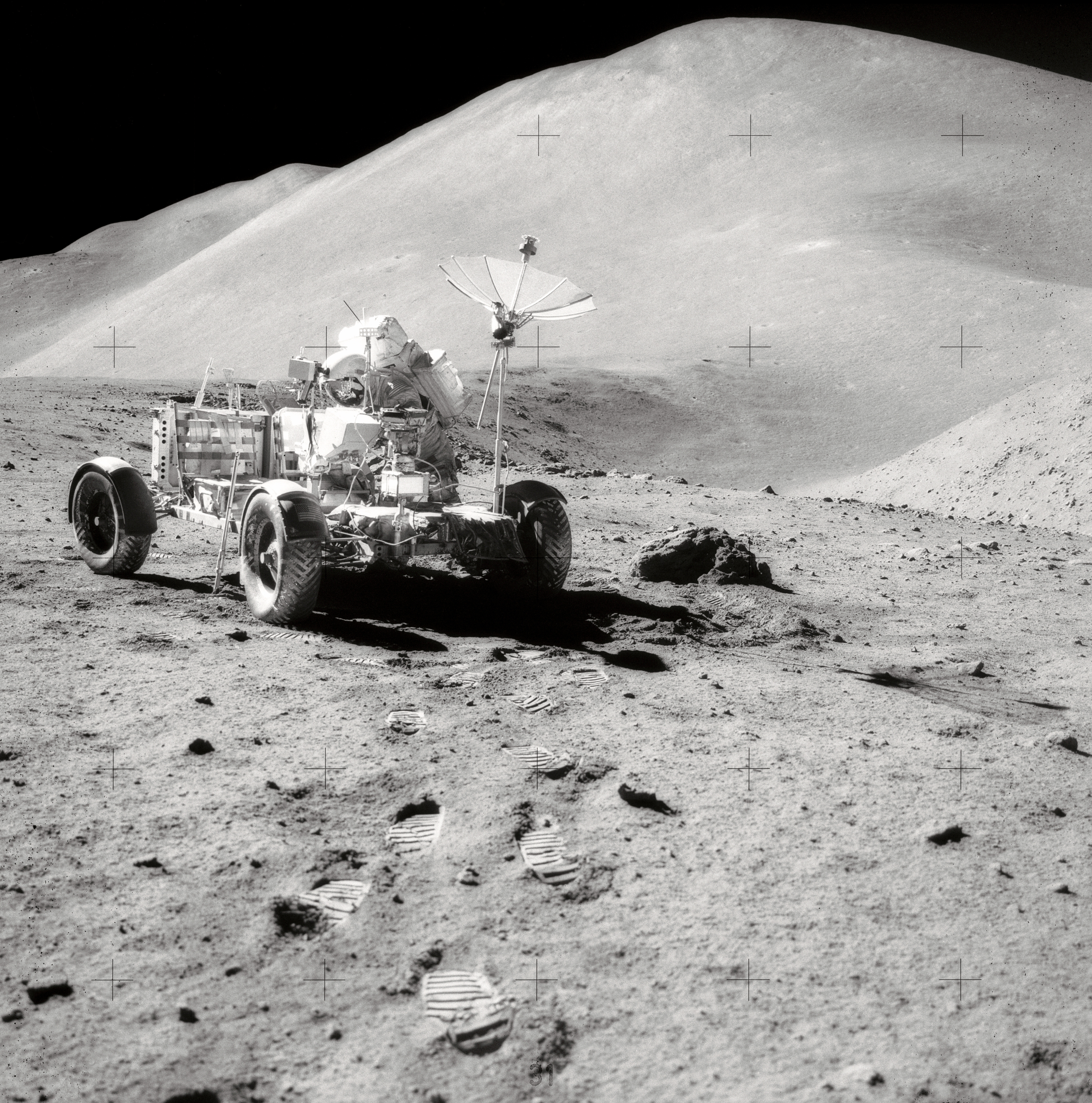
David Scott przy LRV podczas wyprawy Apollo 15

Astronauta Eugene A. Cernan przy pojeździe LRV wyprawy Apollo 17

  - całkowity przebyty dystans: 27,9 km
  - całkowity czas jazdy: 3 h
  - maksymalna odległość od lądownika: 5 km

Dzięki LRV zgromadzono także większą masę próbek gruntu. Astronauci zebrali 77,1 kg, niemal dwa razy więcej niż misja Apollo 14. Średnia prędkość osiągnięta przez samochód wyniosła 9,2 km/h, a prędkość maksymalna 14 km/h. LRV zużył na jazdę około 50 procent mniej energii niż zaplanowano. 
- Apollo 16
  - całkowity przebyty dystans: 26,9 km
  - całkowity czas jazdy: 3 h 26 min
  - maksymalna odległość od lądownika: 4,6 km
- Apollo 17
  - całkowity przebyty dystans: 35,7 km
  - całkowity czas jazdy: 4 h 29 min
  - maksymalna odległość od lądownika: 7,6 km